# Любомирский, Станислав (1722)
Станислав Любомирский (пол. Stanisław Lubomirski, 25 декабря 1722, Ланьцут — 12 августа 1783, Ланьцут) — крупный польский магнат и государственный деятель Речи Посполитой, стражник великий коронный (1752—1766) и великий маршалок коронный (1766—1783), посол на сеймы (1752—1766), сторонник магнатской группировки Чарторыйских-Понятовских. Староста ланьцутский, вишницкий и пшеворский. Владелец родового поместья Ланьцут.

## Биография
Происходил из ланьцутской линии польского княжеского рода Любомирских. Второй сын Юзефа Любомирского (1673—1732), воеводы черниговского (1726—1732), и Терезы Мнишек (1690—1746). Младший брат князя Антония Любомирского (1718—1782), каштеляна и воеводы краковского.
Станислав Любомирский избирался послом на сеймы в 1746 году от Сандомирского воеводства, в 1748 году от Инфлянт, в 1758 году вновь от Сандомирского воеводства. В 1758 году возродил польскую масонскую ложу «Aux Trois Etoiles» («К трём Звёздам»).
В 1752 году Станислав Любомирский получил должность стражника великого коронного. В 1762 году был в четвёртый раз избран послом на сейм. В мае-июне 1764 года был одним из инициаторов проведения реформ на Конвокационном сейме. В августе-сентябре того же 1764 года на элекционном сейме поддержал избрание Станислава Августа Понятовского на польский королевский престол.
В 1766 году был избран послом на сейм от Сандомирского воеводства. В том же 1766 году получил должность великого маршалка коронного. Во время Барской конфедерации (1768—1772) Станислав Любомирский призывал короля Речи Посполитой Станислава Понятовского перейти на сторону восставших конфедератов, пользовавшихся поддержкой Франции, и отказаться от политического союза с Российской империей.
В 1773—1775 года великий маршалок коронный Станислав Любомирский участвовал в работе Разделительного сейма, созванного польским королём Станиславом Понятовским под давлением России, Пруссии и Австрии, где выступал против утверждения акта раздела и нового устройства Речи Посполитой. После первого раздела Речи Посполитой перешёл в магнатскую оппозицию к королю и участвовал в заседаниях в Постоянного Совета, созданного в 1775 году.
Кавалер орденов Белого Орла (1757) и Святого Станислава (1765).

## Семья и дети
9 июня 1753 года женился на княжне Изабелле (Эльжбете Елене Анне) Чарторыйской (1733—1816), дочери князя-магната Августа Александра Чарторыйского (1797—1782), воеводы русского (1731—1782), и Марии Софии Сенявской (1699—1777). Дети:
- Эльжбета Любомирская (1755—1783), жена с 1773 года великого маршалка литовского Игнацы Потоцкого (1750—1809)
- Александра Любомирская (1760—1830), жена с 1776 года генерал-майора графа Станислава Потоцкого (1755—1821)
- Мария Констанция Любомирская (1763—1840), жена с 1783 года польного гетмана коронного Северина Ржевуского (1743—1811)
- Юлия Любомирская (1764—1799), жена с 1785 года польского писателя графа Яна Непомуцена Потоцкого (1761—1815).